# 巴拉特重型电力
巴拉特重型电力有限公司（Bharat Heavy Electricals Limited；缩写：BHEL）是一家印度国有工程、制造企业，总部位于新德里，归印度重工业部所有。该公司成立于1956年，是印度最大的发电设备制造商。该公司为印度铁路生产电力机车，也制造国防设备。

## 历史
公司成立于1956年，成立时得到了苏联的技术支援。1991年，BHEL改制为上市公司。随着时间的推移，它逐渐开始制造生产各种电气、电子和机械设备，不过大部分收入仍来自涡轮机和锅炉等发电设备。截至2017年，BHEL提供的设备约占印度总装机量的55%。

## 批评
BHEL在孟加拉国朗帕爾烏帕齊拉建造了郎帕尔煤电厂，煤电厂靠近孙德尔本斯红树林，因此因对这片世界上最大的红树林存在潜在危害而受到批评。2017年，挪威政府养老基金因此将公司从其投资证券组合中移除。